# Ohnivá sedla
Ohnivá sedla (anglicky: Blazing Saddles) je americká westernová komedie režiséra Mela Brookse z roku 1974.
Film byl nominován na tři Oscary – nejlepší ženský herecký výkon ve vedlejší roli (Madeline Kahn), za nejlepší střih a za nejlepší filmovou píseň. Film byl také ekonomicky úspěšný, při rozpočtu 2,6 mil. dolarů utržil 119,5 mil. dolarů. V roce 2000 skončil v žebříčku 100 nejlepších amerických komedií, který sestavil Americký filmový institut, na 6. místě.